# Општина Зитлала (Гереро)
Зитлала (шп. Zitlala) општина је у Мексику у савезној држави Гереро. Општина се налази на надморској висини од 1393 м.

## Становништво
Према подацима из 2010. у општини је живело 22587 становника.

### Хронологија
| Година       | 2000                | 2005                 | 2010                  |
| ------------ | ------------------- | -------------------- | --------------------- |
| Становништво | 17361 (8163 / 9198) | 19718 (9327 / 10391) | 22587 (10750 / 11837) |

### Попис
| \| \| м \| \| \| ж \| \| 0—2 \| 843 \| \| \| 855 \| \| 3—5 \| 840 \| \| \| 828 \| \| 6—11 \| 1.896 \| \| \| 1.894 \| \| 12—14 \| 944 \| \| \| 973 \| \| 15—17 \| 832 \| \| \| 882 \| \| 18—24 \| 1.171 \| \| \| 1.327 \| \| 60+ \| 987 \| \| \| 1.169 \| \| Просек : \| 24,7 \| \| \| 26,1 \| |       |  |  |       |
| |       |  |  |       |
| | м     |  |  | ж     |
| 0—2 | 843   |  |  | 855   |
| 3—5 | 840   |  |  | 828   |
| 6—11 | 1.896 |  |  | 1.894 |
| 12—14 | 944   |  |  | 973   |
| 15—17 | 832   |  |  | 882   |
| 18—24 | 1.171 |  |  | 1.327 |
| 60+ | 987   |  |  | 1.169 |
| Просек : | 24,7  |  |  | 26,1  |

| #   | Индикатор                                                                                        | Вредност |
| --- | ------------------------------------------------------------------------------------------------ | -------- |
| 1   | Становништво од 0 до 2 године                                                                    | 1698     |
| 2   | Мушко становништво од 0 до 2 године                                                              | 843      |
| 3   | Женско становништво од 0 до 2 године                                                             | 855      |
| 4   | Становништво са 3 и више година                                                                  | 20871    |
| 5   | Мушко становништво са 3 и више година                                                            | 9899     |
| 6   | Женско становништво са 3 и више година                                                           | 10972    |
| 7   | Становништво са 5 и више година                                                                  | 19759    |
| 8   | Мушко становништво са 5 и више година                                                            | 9358     |
| 9   | Женско становништво са 5 и више година                                                           | 10401    |
| 10  | Становништво са 12 и више година                                                                 | 15413    |
| 11  | Мушко становништво са 12 и више година                                                           | 7163     |
| 12  | Женско становништво са 12 и више година                                                          | 8250     |
| 13  | Становништво са 15 и више година                                                                 | 13496    |
| 14  | Мушко становништво са 15 и више година                                                           | 6219     |
| 15  | Женско становништво са 15 и више година                                                          | 7277     |
| 16  | Становништво са 18 и више година                                                                 | 11782    |
| 17  | Мушко становништво са 18 и више година                                                           | 5387     |
| 18  | Женско становништво са 18 и више година                                                          | 6395     |
| 19  | Становништво од 3 до 5 година                                                                    | 1668     |
| 20  | Мушко становништво од 3 до 5 година                                                              | 840      |
| 21  | Женско становништво од 3 до 5 година                                                             | 828      |
| 22  | Становништво од 6 до 11 година                                                                   | 3790     |
| 23  | Мушко становништво од 6 до 11 година                                                             | 1896     |
| 24  | Женско становништво од 6 до 11 година                                                            | 1894     |
| 25  | Становништво од 8 до 14 година                                                                   | 4496     |
| 26  | Мушко становништво од 8 до 14 година                                                             | 2219     |
| 27  | Женско становништво од 8 до 14 година                                                            | 2277     |
| 28  | Становништво од 12 до 14 година                                                                  | 1917     |
| 29  | Мушко становништво од 12 до 14 година                                                            | 944      |
| 30  | Женско становништво од 12 до 14 година                                                           | 973      |
| 31  | Становништво од 15 до 17 година                                                                  | 1714     |
| 32  | Мушко становништво од 15 до 17 година                                                            | 832      |
| 33  | Женско становништво од 15 до 17 година                                                           | 882      |
| 34  | Становништво од 18 до 24 године                                                                  | 2498     |
| 35  | Мушко становништво од 18 до 24 године                                                            | 1171     |
| 36  | Женско становништво од 18 до 24 године                                                           | 1327     |
| 37  | Женско становништво од 15 до 49 година                                                           | 5331     |
| 38  | Становништво са 60 и више година                                                                 | 2156     |
| 39  | Мушко становништво са 60 и више година                                                           | 987      |
| 40  | Женско становништво са 60 и више година                                                          | 1169     |
| 41  | Однос између мушкараца и жена                                                                    | 90.82    |
| 42  | Становништво од нуле до 14 година                                                                | 9073     |
| 43  | Становништво од 15 до 64 године                                                                  | 11857    |
| 44  | Становништво од 65 година и више                                                                 | 1639     |
| 45  | Просечан број деце                                                                               | 3.3      |
| 46  | Становништво рођено у ентитету                                                                   | 22137    |
| 47  | Мушко становништво рођено у ентитету                                                             | 10536    |
| 48  | Женско становништво рођено у ентитету                                                            | 11601    |
| 49  | Становништво рођено у другом ентитету                                                            | 406      |
| 50  | Мушко становништво рођено у другом ентитету                                                      | 191      |
| 51  | Женско становништво рођено у другом ентитету                                                     | 215      |
| 52  | Становништво од 5 година и више резидентно у ентитету у јуну 2005. године                        | 19213    |
| 53  | Мушко становништво старосног доба од 5 година и више, резидентно у ентитету у јуну 2005. године  | 8990     |
| 54  | Женско становништво старосног доба од 5 и више година, резидентно у ентитету у јуну 2005. године | 10223    |
| 55  | Становништво од 5 година и више које је живело у другом ентитету у јуну 2005. године             | 347      |
| 56  | Мушко становништво старије од 5 година које је живело у другом ентитету у јуну 2005. године      | 202      |
| 57  | Женско становништво старије од 5 година које је живело у другом ентитету у јуну 2005. године     | 145      |
| 58  | Становништво од 3 године и више које говори аутохтони језик                                      | 12151    |
| 59  | Мушко становништво старо 3 године и више које говори аутохтони језик                             | 5728     |
| 60  | Женско становништво старо 3 године и више које говори аутохтони језик                            | 6423     |
| 61  | Становништво од 3 године и више које говори аутохтони језик и не говори шпански језик            | 3017     |
| 62  | Мушко становништво старо 3 године и више које говори аутохтони језик и не говори шпански         | 1050     |
| 63  | Женско становништво старо 3 године и више које говори аутохтони језик и не говори шпански језик  | 1967     |
| 64  | Становништво старо 3 године и више које говори аутохтони језик и шпански                         | 9068     |
| 65  | Мушко становништво старо 3 године и више које говори аутохтони језик и шпански                   | 4646     |
| 66  | Женско становништво старо 3 године и више које говори аутохтони језик и шпански                  | 4422     |
| 67  | Становништво од 5 година и више које говори аутохтони језик                                      | 11591    |
| 68  | Становништво од 5 година и више које говори аутохтони језик и не говори шпански језик            | 2756     |
| 69  | Становништво од 5 година и више које говори аутохтони језик и говори шпански језик               | 8771     |
| 70  | Становништво у домородачким домаћинствима                                                        | 14521    |
| 71  | Становништво са ограничењима у активностима                                                      | 1197     |
| 72  | Становништво са ограниченим ходањем или кретањем, горе или доле                                  | 622      |
| 73  | Становници са ограничењима вида, чак и уз кориштење сочива                                       | 330      |
| 74  | Становништво са ограничењима говора, комуникације или конверзације                               | 154      |
| 75  | Становништво са ограниченим слухом                                                               | 253      |
| 76  | Становништво са ограничењима при одевању, купању или јелу                                        | 34       |
| 77  | Становништво са ограничењима у опажању или учењу једноставних ствари                             | 20       |
| 78  | Становништво са менталним ограничењима                                                           | 67       |
| 79  | Становништво без ограничења активности                                                           | 21308    |
| 80  | Становништво од 3 до 5 година које не похађа школу                                               | 578      |
| 81  | Мушко становништво од 3 до 5 година које не похађа школу                                         | 301      |
| 82  | Женско становништво од 3 до 5 година које не похађа школу                                        | 277      |
| 83  | Становништво од 6 до 11 година које не похађа школу                                              | 227      |
| 84  | Мушко становништво од 6 до 11 година које не похађа школу                                        | 117      |
| 85  | Женско становништво од 6 до 11 година које не похађа школу                                       | 110      |
| 86  | Становништво од 12 до 14 година које не похађа школу                                             | 284      |
| 87  | Мушко становништво од 12 до 14 година које не похађа школу                                       | 117      |
| 88  | Женско становништво од 12 до 14 година које не похађа школу                                      | 167      |
| 89  | Становништво од 15 до 17 година похађа школу                                                     | 838      |
| 90  | Мушко становништво од 15 до 17 година похађа школу                                               | 409      |
| 91  | Женско становништво између 15 и 17 година живота у школи                                         | 429      |
| 92  | Становништво од 18 до 24 године похађа школу                                                     | 284      |
| 93  | Мушко становништво од 18 до 24 године похађа школу                                               | 146      |
| 94  | Женско становништво од 18 до 24 године похађа школу                                              | 138      |
| 95  | Становништво од 8 до 14 година које не може да чита и пише                                       | 797      |
| 96  | Мушко становништво старосног доба од 8 до 14 година које не може да чита и пише                  | 434      |
| 97  | Женско становништво старосног доби од 8 до 14 година које не може да чита и пише                 | 363      |
| 98  | Становништво од 15 година и више које је неписмено                                               | 4839     |
| 99  | Мушко становништво од 15 година и више које је неписмено                                         | 1706     |
| 100 | Женско становништво од 15 година и више које је неписмено                                        | 3133     |
| 101 | Становништво старо 15 и више година без школовања                                                | 4463     |
| 102 | Мушко становништво старо 15 и више година без школовања                                          | 1595     |
| 103 | Женско становништво старо 15 и више година без школовања                                         | 2868     |
| 104 | Становништво старосног доба 15 и више година са непотпуним основним образовањем                  | 2650     |
| 105 | Мушко становништво старосног доба од 15 година и више са непотпуном основним образовањем         | 1375     |
| 106 | Женско становништво старосног доба 15 и више година са непотпуном основним образовањем           | 1275     |
| 107 | Становништво старо 15 и више година са комплетним основним образовањем                           | 2652     |
| 108 | Мушко становништво старо 15 година и више са комплетним основним образовањем                     | 1380     |
| 109 | Женско становништво старо 15 и више година са комплетним основним образовањем                    | 1272     |
| 110 | Становништво старосног доба 15 и више година са непотпуним средњим образовањем                   | 717      |
| 111 | Мушко становништво старосног доба од 15 година и више са непотпуним средњим образовањем          | 358      |
| 112 | Женско становништво старосног доба од 15 година и више са непотпуним средњим образовањем         | 359      |
| 113 | Становништво старо 15 и више година са пуним секундарном образовањем                             | 1814     |
| 114 | Мушко становништво старосног доба од 15 година и више са пуним секундарном образовањем           | 909      |
| 115 | Женско становништво старосног доба од 15 година и више са пуним секундарном образовањем          | 905      |
| 116 | Становништво старије од 18 година са постосновним образовањем                                    | 1005     |
| 117 | Мушко становништво старије од 18 година са постосновним образовањем                              | 516      |
| 118 | Женско становништво старије од 18 година са постосновним образовањем                             | 489      |
| 119 | Просечна оцена школовања                                                                         | 4.46     |
| 120 | Просечан ниво образовања мушке популације                                                        | 4.94     |
| 121 | Просечан ниво образовања женског становништва                                                    | 4.05     |
| 122 | Економски активно становништво                                                                   | 6147     |
| 123 | Економски активна мушка популација                                                               | 4265     |
| 124 | Економски активна женска популација                                                              | 1882     |
| 125 | Становништво које није економски активно                                                         | 9209     |
| 126 | Мушко становништво које није економски активно                                                   | 2867     |
| 127 | Женско становништво које није економски активно                                                  | 6342     |
| 128 | Запослено становништво                                                                           | 6019     |
| 129 | Запослено мушко становништво                                                                     | 4145     |
| 130 | Запослено женско становништво                                                                    | 1874     |
| 131 | Незапослена популација                                                                           | 128      |
| 132 | Незапослена мушка популација                                                                     | 120      |
| 133 | Незапослена женска популација                                                                    | 8        |
| 134 | Становништво без права на здравствене услуге                                                     | 13344    |
| 135 | Становништво које има право на здравствене услуге                                                | 9199     |
| 136 | Становништво које има право на ИМСС                                                              | 74       |
| 137 | Становништво које има право на социјално осигурање                                               | 267      |
| 138 | Становништво које има право на државно социјално осигурање                                       | 18       |
| 139 | Становништво које има право на опште осигурање или здравствено осигурање за нову генерацију      | 8760     |
| 140 | Становништво које је било једном или није било у браку током 12 година и више                    | 5254     |
| 141 | Венчано или уједињено становништво од 12 година и више                                           | 8668     |
| 142 | Становништво које је било у браку или уједињено 12 година и више                                 | 1467     |
| 143 | Становништво са католичком религијом                                                             | 21761    |
| 144 | Протестанти, еванђелисти и библијски следбеници различити од еванђелиста                         | 703      |
| 145 | Становништво са другим религијама различитим од претходних                                       | 4        |
| 146 | Становништво без религије                                                                        | 37       |
| 147 | Укупно пописаних домаћинства                                                                     | 5120     |
| 148 | Пописна домаћинства на челу са мушкарцима                                                        | 3624     |
| 149 | Пописна домаћинства на челу са женама                                                            | 1496     |
| 150 | Становништво у пописним домаћинствима                                                            | 22584    |
| 151 | Становништво у пописним домаћинствима на челу са мушкарцима                                      | 17396    |
| 152 | Становништво у пописним домаћинствима на челу са женама                                          | 5188     |
| 153 | Укупно домаћинстава                                                                              | 6150     |
| 154 | Укупно насељених домаћинстава                                                                    | 5121     |
| 155 | Укупно приватних кућа                                                                            | 6149     |
| 156 | Насељени приватни домови                                                                         | 5120     |
| 157 | Укупно насељених приватних кућа                                                                  | 5121     |
| 158 | Ненасељене приватне куће                                                                         | 663      |
| 159 | Појединачна домаћинства за привремену употребу                                                   | 366      |
| 160 | Становници у насељеним приватним кућама                                                          | 22584    |
| 161 | Насељеност станара у приватним становима                                                         | 4.41     |
| 162 | Просечно становника по соби у приватним насељеним домаћинствима                                  | 1.96     |
| 163 | Појединачна домаћинства са подовима од различитих материјала од земље                            | 4056     |
| 164 | Појединачна домаћинства у приземљу                                                               | 1048     |
| 165 | Појединачна домаћинства са једном спаваћом собом                                                 | 3673     |
| 166 | Појединачна домаћинства са две спаваће собе и више                                               | 1427     |
| 167 | Појединачна домаћинства са једним собом                                                          | 1084     |
| 168 | Појединачна домаћинства са две собе                                                              | 2382     |
| 169 | Појединачна домаћинства са 3 собе и више                                                         | 1632     |
| 170 | Појединачна домаћинства која имају електрично светло                                             | 4874     |
| 171 | Појединачна домаћинства која немају електрично светло                                            | 218      |
| 172 | Појединачна домаћинства која имају водоводну воду у стамбеном простору                           | 1874     |
| 173 | Појединачна домаћинства која немају водоводну воду у стамбеном простору                          | 3230     |
| 174 | Појединачна домаћинства која имају тоалет                                                        | 3876     |
| 175 | Појединачна домаћинства која имају канализацију                                                  | 2235     |
| 176 | Појединачна домаћинства која немају канализацију                                                 | 2862     |
| 177 | Појединачна домаћинства која имају електрично светло, довод воде из јавне мреже и канализацију   | 1139     |
| 178 | Појединачна домаћинства без икаквих услова                                                       | 935      |
| 179 | Појединачна домаћинства која имају радио                                                         | 2720     |
| 180 | Појединачна домаћинства која имају телевизор                                                     | 3642     |
| 181 | Појединачна домаћинства која имају фрижидер                                                      | 1816     |
| 182 | Појединачна домаћинства која имају машину за веш                                                 | 191      |
| 183 | Појединачна домаћинства која имају аутомобил или комби                                           | 348      |
| 184 | Појединачна домаћинства која имају рачунар                                                       | 97       |
| 185 | Појединачна домаћинства која имају фиксну телефонску линију                                      | 782      |
| 186 | Појединачна домаћинства која имају мобилни телефон                                               | 688      |
| 187 | Појединачна домаћинства која имају приступ интернету                                             | 19       |